# 吕兹-圣索沃尔
吕兹-圣索沃尔（法語：Luz-Saint-Sauveur，法語發音：[lys sɛ̃ sovœʁ]）是法国上比利牛斯省的一个市镇，属于阿热莱斯加佐斯特区。

## 地理
吕兹-圣索沃尔（42°52'18"N, 0°0'7"W）面积50.38 平方千米，位于法国奧克西塔尼大區上比利牛斯省，该省份为法国西南部内陆省份，北至热尔省，西接大西洋比利牛斯省，南与西班牙接壤，东临上加龙省。
与吕兹-圣索沃尔接壤的市镇（或旧市镇、城区）包括：埃斯基耶兹-塞尔、萨西斯、萨佐斯、科特雷、加瓦尔尼-热德尔、阿拉纽埃特、巴雷日、贝特普埃、维耶拉、埃斯泰尔。

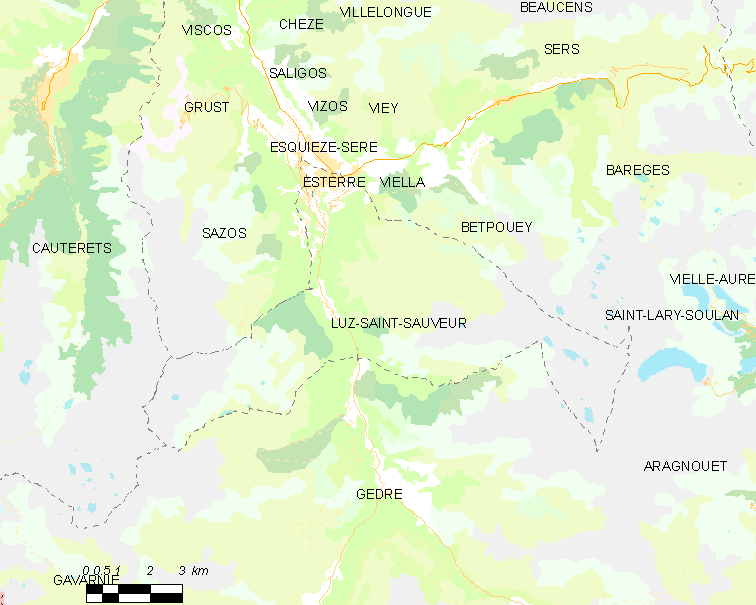
吕兹-圣索沃尔的OSM定位图

吕兹-圣索沃尔的时区为UTC+01:00、UTC+02:00（夏令时）。

## 行政
吕兹-圣索沃尔的邮政编码为65120，INSEE市镇编码为65295。

## 政治
吕兹-圣索沃尔所属的省级选区为激流谷县。

## 人口

1962-2008年间吕兹-圣索沃尔人口变化图示

吕兹-圣索沃尔于2022年1月1日时的人口数量为914人。